# Municipio de Lees Creek (condado de Crawford)
El municipio de Lees Creek (en inglés: Lees Creek Township) es un municipio ubicado en el condado de Crawford en el estado estadounidense de Arkansas. En el año 2010 tenía una población de 628 habitantes y una densidad poblacional de cuatro personas por km².

## Geografía
El municipio de Lees Creek se encuentra ubicado en las coordenadas 35°41′20″N 94°25′20″O / 35.68889, -94.42222. Según la Oficina del Censo de los Estados Unidos, el municipio tiene una superficie total de 157.04 km², de la cual 156,92 km² corresponden a tierra firme y (0,08 %) 0,12 km² es agua.

## Demografía
Según el censo de 2010, había 628 personas residiendo en el municipio de Lees Creek. La densidad de población era de 4 hab./km². De los 628 habitantes, el municipio de Lees Creek estaba compuesto por el 89,97 % blancos, el 0,16 % eran afroamericanos, el 4,78 % eran amerindios, el 0,16 % eran asiáticos y el 4,94 % eran de una mezcla de razas. Del total de la población el 1,27 % eran hispanos o latinos de cualquier raza.